# Trinlej Gjaco
Trinlej Gjaco (tyb. འཕྲིན་ལས་རྒྱ་མཚོ་, Wylie: ʼphrin-las-rgya-mtsho, ZWPY: Chinlai Gyaco; ur. 1856 albo 1857, zm. 25 kwietnia 1875) – najwyższy inkarnowany lama szkoły Gelug buddyzmu tybetańskiego, dwunasty dalajlama.

## Życiorys
Urodził się na południu Tybetu, niedaleko jeziora Olkha. Jego ojciec, Bakdrok Niangcangła, należał do klanu Bak, znanego już w czasach Padmasambhawy. Matka, Cering Judonma, była kobietą oddaną praktyce duchowej, osiągnęła też wysoki stopień medytacyjnego urzeczywistnienia. Według źródeł tybetańskich ciążę zniosła wyjątkowo dobrze, nie doświadczając żadnych niedogodności. Miała też wiele pomyślnych snów. Przekazy buddyjskie mówią, że w dniu porodu wokół domu pojawiły się liczne jelenie i okrążając go, wydawały radosne odgłosy. Chłopiec przyszedł na świat ze złożonymi w geście medytacji rękami.

### Rozpoznanie
W Lhasie regent Reteng Rinpocze rozpoczął poszukiwania kolejnej inkarnacji Gjałły Rinpocze. Po około dwóch latach na liście kandydatów pozostały trzy imiona. Osoby te poddano testowi, nad którego prawidłowym przeprowadzeniem czuwali licznie zgromadzeni mnisi. Polegał on na poprawnym wyborze trzech przedmiotów należących do XI Dalajlamy (wadżry, dzwonka i bębenka) spośród szeregu innych należących do poprzednich dalajlamów. Zadanie to wykonało poprawnie jedynie dziecko z okolic jeziora Olkha. Pokazano mu wówczas posążek Congkhapy, założyciela szkoły Gelug. Chłopiec pokłonił się przed nim z szacunkiem, wedle interpretacji buddyjskiej udowadniając w ten sposób, że rozpoznaje tę postać. Wybrał również skromną malę, spośród kilku, bogato zdobionych, czym wykazał swoje skłonności do ubóstwa charakteryzującego życie prawdziwego mnicha. Pomimo że większość Tybetańczyków oczekiwało ogłoszenia odnalezienia kolejnej emanacji Awalokiteśwary, regent zdecydował, że tak, jak w przypadku X i XI Dalajlamy, zostanie przeprowadzone rytualne losowanie z wykorzystaniem podarowanej w 1792 przez cesarza Qianlonga złotej urny. Wyniki tej procedury potwierdziły tożsamość chłopca.

### Dalajlama
Młody tulku zamieszkał w niewielkim klasztorze w stolicy. Na początku nowego roku księżycowego został przewieziony do klasztoru Norzang Kelsang Podrang w Norbulince. Tam regent udzielił mu święceń poprzedzających święcenia nowicjusza i nadał mu imię Lobsang Trinlej Gjaco. Intronizacja odbyła się 19 sierpnia 1860 w Potali w obecności najważniejszych dostojników religijnych, członków rządu i licznych mnichów. Rodzina dalajlamy otrzymała, zgodnie z protokołem, liczne posiadłości ziemskie i dobra. Bakdroka Niangcangłę obdarzono tytułem kung, porównywalnym do tytułu książęcego.
Trinlej Gjaco rozpoczął intensywny trening duchowy pod kierunkiem specjalnie wyznaczonych rinpoczów. Zdobywał także wiadomości z zakresu filozofii buddyjskiej, sanskrytu czy języka tybetańskiego. Jego edukacji nie zakłócił zamach stanu przeprowadzony przez Łangczuka Gjalpo Szetrę. Ten prominentny świecki członek Kaszagu po nieudanej próbie ograniczenia władzy regenta, wkroczył do Lhasy na czele niewielkiego oddziału żołnierzy i obalił Retenga Rinpocze, który udał się na wygnanie do Chin. Szetra przejął pełnię władzy w państwie, przyjmując, zniesiony na początku XVIII wieku tytuł desi. Doprowadził też do ceremonialnego objęcia przez małoletniego Gjałłę Rinpocze pełnej władzy politycznej. W 1863 z jego inicjatywy regentem mianowano Gandena Tripę Khjenraba Łanguczuka, do którego obowiązków należała wyłącznie opieka nad władcą. Desi rządził do swojej śmierci 25 września 1864, okazując demonstracyjnie swój szacunek dla młodego dalajlamy. Po zgonie Szetry władzę w kraju przejął Kaszag. Bezpośrednie rządy gabinetu trwały jednak tylko dwa lata. W 1866, w wyniku kolejnego zamachu stanu pełną kontrolę na rządem lhaskim przejął skarbnik Gandenu, Palden Dondrup. Odsunięcie go w 1871 spowodowało kolejne uzyskanie pełnej kontroli nad administracją przez kalonów. Trinlej Gjaco nie odegrał w opisywanych wydarzeniach żadnej roli, niemniej był na bieżąco informowany o wszystkich politycznych decyzjach. Gdy 19 października 1872 zmarł Khjenrab Łangczuk Kaszag Zgromadzenie Narodowe poprosiło go o przejęcie pełni władzy. Ceremonia objęcia przez młodego tulku pełnego zwierzchnictwa politycznego nad krajem odbyła się w Potali 12 marca 1873. Uczestniczyli w niej między innymi przedstawiciele największych klasztorów Tybetu, członkowie Kaszagu i przedstawiciele cesarza Chin.
Bezpośrednie rządy Trinleja Gjaco trwały nieco ponad 2 lata. Władca nie interesował się polityką, większość czasu spędzając na studiach i praktyce duchowej. Podczas pielgrzymki do klasztoru Czokhogjal nad świętym jeziorem Lhamo Laco zachorował i niedługo potem zmarł. Pojawiły się podejrzenia, że mógł zostać zamordowany. W związku z krążącymi na ten temat pogłoskami aresztowano, poddano torturom, a następnie skazano na wygnanie dwóch faworytów zmarłego.